# 西城唐太宗庙
西城唐太宗庙，位于山西省临汾市侯马市凤城乡西城村。

## 历史
唐太宗庙创建于元至正二十二年（1362年）。

## 建筑
现存大殿一座，面阔五间，进深四椽，悬山顶，琉璃脊饰，采用金、元风格。仅前檐设斗拱。额枋、斗拱均施彩绘，殿内依稀可见《太岳五松》壁画。

## 保护
1996年12月，唐太宗庙公布为侯马市文物保护单位。2021年8月4日，西城唐太宗庙公布为第六批山西省文物保护单位，编号6-249。